# 161 v. Chr.
Portal Geschichte | Portal Biografien | Aktuelle Ereignisse | Jahreskalender | Tagesartikel

◄ |
3. Jahrhundert v. Chr. |
2. Jahrhundert v. Chr. |
1. Jahrhundert v. Chr. |
►

◄ | 180er v. Chr. | 170er v. Chr. | 160er v. Chr. | 150er v. Chr. |
140er v. Chr. |
►

◄◄ | ◄ | 164 v. Chr. | 163 v. Chr. | 162 v. Chr. | 161 v. Chr. |
160 v. Chr. |
159 v. Chr. |
158 v. Chr. |
► |
►►
Staatsoberhäupter

## Ereignisse
- Der seleukidische General Nikanor unterliegt den Makkabäern in der Schlacht bei Adasa.
- Ausweisung der Philosophen und Rhetoren aus Rom durch Senatsbeschluss.
- Tripolitana fällt an Numidien. Grund ist die Schwäche Karthagos nach dem 2. Punischen Krieg.
- Auf Sri Lanka wird der tamilische König Elara durch den Singhalesen Dutthagamani besiegt. Dieser übernimmt die Königswürde.

## Geboren
- um 161 v. Chr.: Demetrios II., König des syrischen Seleukidenreiches († 125 v. Chr.)

## Gestorben
- Nikanor, griechischer Feldherr